# Madelaine Wibom

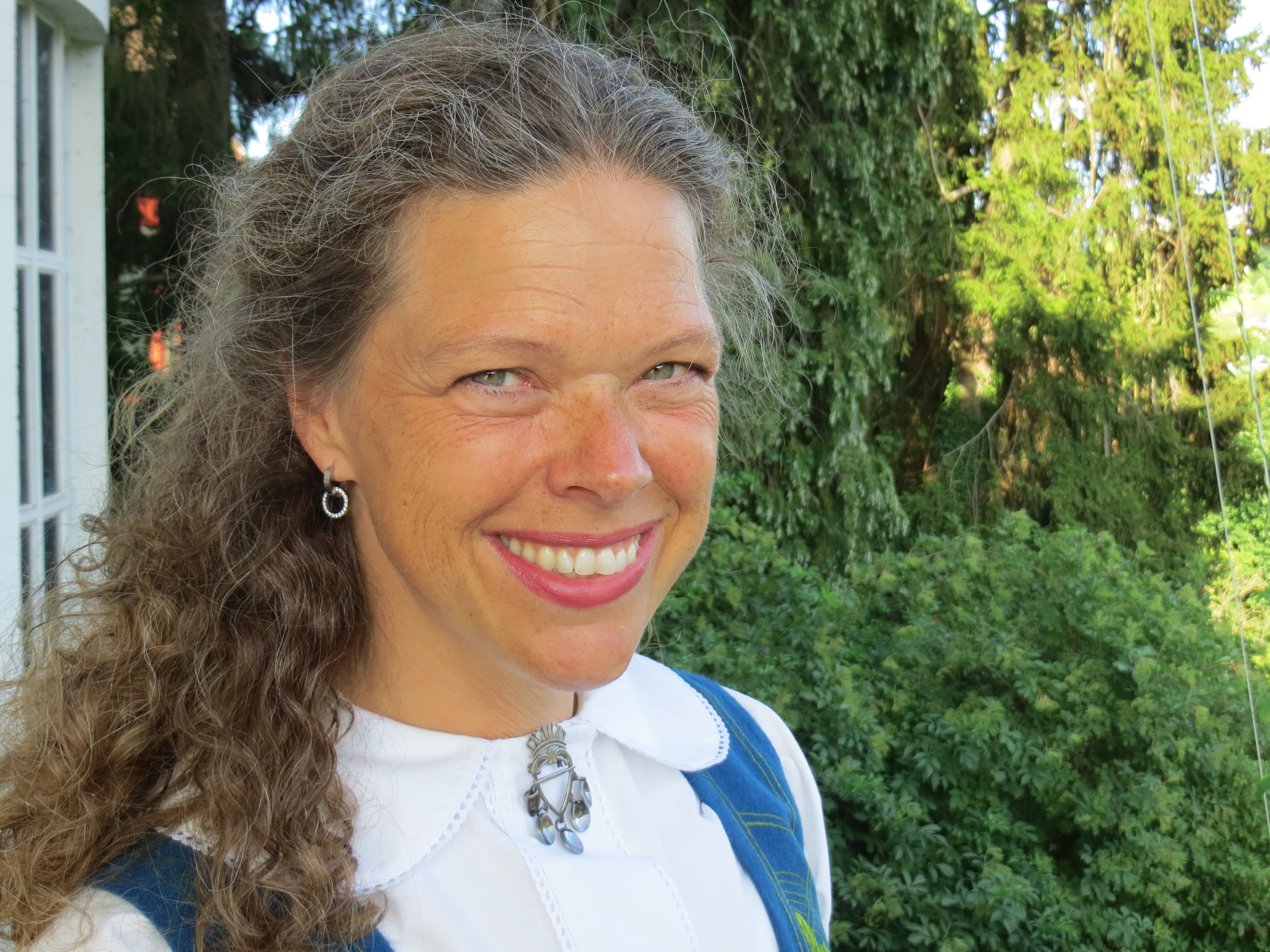
Madelaine Wibom (2022)

Madelaine Wibom (* 28. April 1971 in Stockholm) ist eine schwedisch-schweizerische Opernsängerin (Sopran) und Schauspielerin.

## Leben und Karriere
Die schwedische Sopranistin studierte Gesang an der Opernhochschule in Stockholm und besuchte Meisterkurse bei Ileana Cotrubas, Grace Bumbry, Régine Créspine, Håkan Hagegård, Barbara Bonney, Gustav Kuhn, Vera Rosza, Richard Trimborn und Margreet Honig.
Madelaine Wibom war von 1998 bis 2012 am Luzerner Theater im Ensemble engagiert und wurde 2007 als Lieblingssängerin mit dem Luzerner Theater’s Prix Gala ausgezeichnet.
Ihr Repertoire umfasst mehr als 50 Partien.
Madelaine Wibom ist mit dem Sänger, Dirigenten und Komponisten Aaron Tschalèr verheiratet und lebt in Horw bei Luzern in der Schweiz.

## Auszeichnungen
- Prix Gala des Luzerner Theaters als Lieblingssängerin (2007)

## Diskografie
- Längtan (Sehnsucht) (2008)
- Jul (Weihnachten) (2012)